# Verbrande Brug (film)
Verbrande Brug is een Belgische dramafilm uit 1975 onder regie van Guido Henderickx.

## Verhaal
Charel en Monique leiden onbevredigde levens in het gehucht Verbrande Brug tegen de achtergrond van een vervuilde industriële omgeving. Er is kermis en wanneer Moniques vroegere lief en vader van haar dochter arriveert, lopen de spanningen hoog op. De film toont de perikelen die gedurende 24 uur ontstaan.

## Rolverdeling
| Acteur              | Personage        |
| ------------------- | ---------------- |
| Jan Decleir         | Charel           |
| Doris Arden         | Monique          |
| Malka Ribowska      | Lola             |
| Yves Beneyton       | Louis            |
| Rita Corita         | Louisa           |
| Charles Janssens    | grootvader       |
| Co Flower           | grootmoeder      |
| Jaak Van Hombeek    | Sam              |
| Paul Meijer         | Jef              |
| Jo Crab             | Mady             |
| Maurits Goossens    | Fons             |
| Lode Jansen         | Jul              |
| Jaak De Voght       | ceremoniemeester |
| Jenny Tanghe        | Magda            |
| John Kraaijkamp sr. | Stan             |
| Fred Van Kuyk       | Pol              |
| Jo Decaluwe         | paracommando     |